# Marrocos nos Jogos Olímpicos de Verão de 2008
O Marrocos participou dos Jogos Olímpicos de Verão de 2008, realizados em Pequim, China. O país estreou nos Jogos em 1960 e esta foi sua 12ª participação.

## Medalhas
| Atleta         | Esporte   | Evento             | Medalha |
| -------------- | --------- | ------------------ | ------- |
| Jaouad Gharib  | Atletismo | Maratona masculina | Prata   |
| Hasna Benhassi | Atletismo | 800 m feminino     | Bronze  |

## Desempenho

### Atletismo
| Provas                          | Atletas                     | Elim.    | Elim. | 1/4 de final | 1/4 de final | Semifinal   | Semifinal   | Final       | Final             |             |             |
| Provas                          | Atletas                     | Res.     | Pos.  | Res.         | Pos.         | Res.        | Pos.        | Res.        | Pos.              |             |             |
| ------------------------------- | --------------------------- | -------- | ----- | ------------ | ------------ | ----------- | ----------- | ----------- | ----------------- | ----------- | ----------- |
| 800 m masculino                 | Yassine Bensghir            | 1:46.88  | 7/e8  |              |              | Não avançou | Não avançou | Não avançou | Não avançou       |             |             |
| 800 m masculino                 | Mouhssin Chehibi            | 1:46.75  | 5/e4  |              |              | Não avançou | Não avançou | Não avançou | Não avançou       |             |             |
| 800 m masculino                 | Amine Laalou                | 1:47.86  | 1/e6  |              |              | 1:46.74     | 16          | Não avançou | Não avançou       | Não avançou | Não avançou |
| 1500 m masculino                | Youssef Baba                | 3:42.13  | 33    |              |              | Não avançou | Não avançou | Não avançou | Não avançou       |             |             |
| 1500 m masculino                | Abdalaati Iguider           | 3:36.48  | 15    |              |              | 3:37.21     | 3           | 3:34.66     | 5                 |             |             |
| 1500 m masculino                | Mohamed Moustaoui           | 3:34.80  | 2     |              |              | 3:40.90     | 21          | Não avançou | Não avançou       |             |             |
| 5000 m masculino                | Anis Selmouni               | 13:43.70 | 12    |              |              |             |             | Não avançou | Não avançou       |             |             |
| 5000 m masculino                | Mourad Marofit              | 14:00.76 | 30    |              |              |             |             | Não avançou | Não avançou       |             |             |
| 5000 m masculino                | Abdelaziz Ennaji El Idrissi | 14:05.30 | 31    |              |              |             |             | Não avançou | Não avançou       |             |             |
| 10000 m masculino               | Mohamed El Hachimi          |          |       |              |              |             |             | DNF         | DNF               |             |             |
| 10000 m masculino               | Abdellah Falil              |          |       |              |              |             |             | 27:53.14    | 16                |             |             |
| 3000 m com obstáculos masculino | Hamid Ezzine                | 8:27.45  | 21    |              |              |             |             | Não avançou | Não avançou       |             |             |
| 3000 m com obstáculos masculino | Abdelkader Hachlaf          | 8:23.62  | 17    |              |              |             |             | 9:02.06     | 15                |             |             |
| 3000 m com obstáculos masculino | Brahim Taleb                | 8:23.09  | 13    |              |              |             |             | Não avançou | Não avançou       |             |             |
| Maratona masculina              | Abderrahime Bouramdane      |          |       |              |              |             |             | 2:17:42     | 26                |             |             |
| Maratona masculina              | Jaouad Gharib               |          |       |              |              |             |             | 2:07:16     | Medalha de prata  |             |             |
| Maratona masculina              | Abderrahim Goumri           |          |       |              |              |             |             | 2:15:00     | 20                |             |             |
| Salto em distância masculino    | Yahya Berrabah              | 7.88     | 17    |              |              |             |             | Não avançou | Não avançou       |             |             |
| Salto em distância masculino    | Tarik Bouguetaib            | 7.69     | 29    |              |              |             |             | Não avançou | Não avançou       |             |             |
| Salto triplo masculino          | Tarik Bouguetaib            | NM       | NM    |              |              |             |             | Não avançou | Não avançou       |             |             |
| 5000 m feminino                 | Mariem Alaoui Selsouli      | 15:21.47 | 19    |              |              |             |             | Não avançou | Não avançou       |             |             |
| 800 m feminino                  | Hasna Benhassi              | 2:00.51  | 16    |              |              | 1:58.03     | 4           | 1:56.73     | Medalha de bronze |             |             |
| 1500 m feminino                 | Bouchra Chaâbi              | 4:19.89  | 32    |              |              |             |             | Não avançou | Não avançou       |             |             |
| 1500 m feminino                 | Siham Hilali                | 4:05.36  | 8     |              |              |             |             | 4:05.57     | 10                |             |             |
| 10000 m feminino                | Asmae Leghzaoui             |          |       |              |              |             |             | DNF         | DNF               |             |             |
| 3000 m com obstáculos feminino  | Hanane Ouhaddou             | 9:56.41  | 40    |              |              |             |             | Não avançou | Não avançou       |             |             |

### Boxe
| Redouane Bouchtouk | Mosca-ligeiro      | BRA Paulo Carvalho D 7 - 13 | Não avançou                     | Não avançou              | Não avançou | Não avançou |             |             |
| Abdelillah Nhaila  | Mosca              | AZE S. Mammadov L 19 - 4    | Não avançou                     | Não avançou              | Não avançou | Não avançou |             |             |
| Hicham Mesbahi     | Galo               | COL J. Romero V 11 - 3      | BOT K. Ikgopoleng D 3 - 8 (RSC) | Não avançou              | Não avançou | Não avançou | Não avançou |             |
| Mahdi Ouatine      | Pena               | MGL Z. Enkhzorig D 10 - 1   | Não avançou                     | Não avançou              | Não avançou | Não avançou |             |             |
| Tahar Tamsamani    | Leve               | ITA D. Valentino D 15 - 4   | Não avançou                     | Não avançou              | Não avançou | Não avançou | Não avançou | Não avançou |
| Driss Moussaid     | Meio-médio-ligeiro | AUS T. Kidd V 23 - 2        | CUB R. Iglesias D 4 - 15        | Não avançou              | Não avançou | Não avançou |             |             |
| Mehdi Khalsi       | Meio-médio         | UZB D. Mahmudov D 3 - 11    | Não avançou                     | Não avançou              | Não avançou | Não avançou | Não avançou | Não avançou |
| Said Rachidi       | Médio              | KAZ B. Artayev D 8 - 2      | Não avançou                     | Não avançou              | Não avançou | Não avançou | Não avançou | Não avançou |
| Mohamed Arjaoui    | Pesado             |                             | AUS B. Pitt D 6 - 11            | USA D. Wilder D +10 - 10 | Não avançou | Não avançou |             |             |
| Mohamed Amanissi   | Superpesado        |                             | CHN Zhang Z. D 0 - 15           | Não avançou              | Não avançou | Não avançou | Não avançou |             |

### Esgrima
Masculino
| Atleta                | Prova             | 1/32 de final          | 1/16 de final          | 1/8 de final           | 1/4 de final           | Semifinais             | Final                  |             |
| Atleta                | Prova             | Adversário e resultado | Adversário e resultado | Adversário e resultado | Adversário e resultado | Adversário e resultado | Adversário e resultado |             |
| --------------------- | ----------------- | ---------------------- | ---------------------- | ---------------------- | ---------------------- | ---------------------- | ---------------------- | ----------- |
| Aissam Rami           | Espada individual | POL Motyka D 11 - 15   | Não avançou            | Não avançou            | Não avançou            | Não avançou            | Não avançou            | Não avançou |
| Ali Xavier Lahoussine | Sabre individual  | FRA Guyart D 15 - 3    | Não avançou            | Não avançou            | Não avançou            | Não avançou            | Não avançou            | Não avançou |

### Judô
Masculino
| Atleta            | Prova  | Preliminares                | 1/16 de final           | 1/8 de final           | 1/4 de final           | Semifinais             | Repescagem 1ª fase     | Repescagem 1/4 de final | Repescagem Semifinais  | Final                  |
| Atleta            | Prova  | Adversário e resultado      | Adversário e resultado  | Adversário e resultado | Adversário e resultado | Adversário e resultado | Adversário e resultado | Adversário e resultado  | Adversário e resultado | Adversário e resultado |
| ----------------- | ------ | --------------------------- | ----------------------- | ---------------------- | ---------------------- | ---------------------- | ---------------------- | ----------------------- | ---------------------- | ---------------------- |
| Youness Ahamdi    | −60 kg | AUT P. Ludwig D 1010-0000   | Não avançou             | Não avançou            | Não avançou            | Não avançou            | Não avançou            | Não avançou             | Não avançou            | Não avançou            |
| Rachid Rguig      | −66 kg | FRA D. Darbelet D 1002-0000 | Não avançou             | Não avançou            | Não avançou            | Não avançou            | Não avançou            | Não avançou             | Não avançou            | Não avançou            |
| Safouane Attaf    | −81 kg | RUS B. Alibek V 1000-0001   | GBR B. Euan D 0001-0010 | Não avançou            | Não avançou            | Não avançou            | Não avançou            | Não avançou             | Não avançou            | Não avançou            |
| Mohammad El Assri | −90 kg | ALG B. Amar D 0011-0001     | Não avançou             | Não avançou            | Não avançou            | Não avançou            | Não avançou            | Não avançou             | Não avançou            | Não avançou            |

### Natação
| Atleta        | Prova                | Elim.   | Elim. | Semifinal   | Semifinal   | Final       | Final       |
| Atleta        | Prova                | Tempo   | Pos.  | Tempo       | Pos.        | Tempo       | Pos.        |
| ------------- | -------------------- | ------- | ----- | ----------- | ----------- | ----------- | ----------- |
| Sara El Bekri | 100 m peito feminino | 1:08.66 | 19    | Não avançou | Não avançou | Não avançou | Não avançou |
| Sara El Bekri | 200 m peito feminino | 2:30.09 | 28    | Não avançou | Não avançou | Não avançou | Não avançou |

### Taekwondo
Masculino
| Atleta                | Prova                  | 1/8 de final           | 1/4 de final           | Semifinais             | Repescagem 1/4 de final | Repescagem Semifinais  | Final                  |             |
| Atleta                | Prova                  | Adversário e resultado | Adversário e resultado | Adversário e resultado | Adversário e resultado  | Adversário e resultado | Adversário e resultado |             |
| --------------------- | ---------------------- | ---------------------- | ---------------------- | ---------------------- | ----------------------- | ---------------------- | ---------------------- | ----------- |
| Abdelkader Zrouri     | Mais de 80kg masculino | VEN Diaz V KO          | GRE Nikolaidis D 4-5   | Não avançou            | KAZ Chilmanov D WDR     | Não avançou            | Não avançou            | Não avançou |
| Ghizlane Toudali      | Até 49kg feminino      | IRI Khoshjamal D 0-5   | Não avançou            | Não avançou            | Não avançou             | Não avançou            | Não avançou            |             |
| Mouna Benabderrassoul | Até 67kg feminino      | JPN Okamoto V 2-0      | FRA Epangne D 1-1      | Não avançou            | Não avançou             | Não avançou            | Não avançou            |             |

### Tiro com arco
| Atleta          | Prova    | Prelim. | Prelim. | 1/32 de final          | 1/16 de final          | 1/8 de final           | 1/4 de final           | Semifinais             | Final                  | Final       |
| Atleta          | Prova    | Escore  | Pos.    | Adversário e resultado | Adversário e resultado | Adversário e resultado | Adversário e resultado | Adversário e resultado | Adversário e resultado | Pos.        |
| --------------- | -------- | ------- | ------- | ---------------------- | ---------------------- | ---------------------- | ---------------------- | ---------------------- | ---------------------- | ----------- |
| Khadija Abbouda | Feminino | 539     | 64      | KOR Park D 80-112      | Não avançou            | Não avançou            | Não avançou            | Não avançou            | Não avançou            | Não avançou |

Legenda
| Recorde mundial      | Recorde mundial (World record)               |                       | Recorde africano                      | Recorde africano (African) |                                           | Q | Classificado por posição (Qualified) |
| Recorde olímpico     | Recorde olímpico (Olympic record)            | Recorde da América    | Recorde da América (Americas)         | q                          | Classificado por melhor tempo (Qualified) |   |                                      |
| Melhor marca do ano  | Melhor marca do ano (World leading)          | Recorde asiático      | Recorde asiático (Asian)              | DNS                        | Não largou (Did not start)                |   |                                      |
| Recorde nacional     | Recorde nacional (National record)           | Recorde europeu       | Recorde europeu (European)            | DNF                        | Não terminou (Did not finish)             |   |                                      |
| Recorde pessoal      | Recorde pessoal do atleta (Personal best)    | Recorde da Oceania    | Recorde da Oceania (Oceania)          | DSQ / DQ                   | Desclassificado (Disqualified)            |   |                                      |
| Recorde da temporada | Recorde da temporada do atleta (Season best) | Recorde sul-americano | Recorde sul-americano (South America) | NM                         | Sem marca (No mark)                       |   |                                      |